# Colin Griffin
Colin Griffin (ur. 3 sierpnia 1982) – irlandzki lekkoatleta, specjalizujący się w chodzie na 50 kilometrów. Na tym dystansie wystąpił podczas Letnich Igrzysk Olimpijskich 2012 w Londynie. Został wtedy zdyskwalifikowany po trzecim ostrzeżeniu za zgięcie w kolanie nogi pozostającej z tyłu.

## Rekordy życiowe
| Konkurencja                | Wynik    | Miejsce    | Data             |
| -------------------------- | -------- | ---------- | ---------------- |
| Chód na 3000 metrów        | 11:19.70 | Cork       | 4 lipca 2009     |
| Chód na 5000 metrów        | 19:43.40 | Manchester | 16 lipca 2006    |
| Chód na 10 000 metrów      | 39:51.85 | Dublin     | 22 lipca 2007    |
| Chód na 20 kilometrów      | 1:23:53  | Rio Maior  | 10 kwietnia 2010 |
| Chód na 30 kilometrów      | 2:17:32  | Dublin     | 16 grudnia 2006  |
| Chód na 35 kilometrów      | 2:38:43  | Londyn     | 11 sierpnia 2012 |
| Chód na 50 kilometrów      | 3:51:32  | Dudince    | 24 marca 2007    |
| Chód na 3000 metrów w hali | 11:45.69 | Nenagh     | 16 czerwca 2005  |
| Chód na 5000 metrów w hali | 19:36.42 | Belfast    | 17 lutego 2007   |

## Najlepsze wyniki w sezonie
| Rok  | Wynik    | Miejsce       | Data     |
| ---- | -------- | ------------- | -------- |
| 2007 | 12:01.16 | Potchefstroom | 2 lutego |
| 2009 | 11:19.70 | Cork          | 4 lipca  |
| 2011 | 11:38.27 | Cork          | 2 lipca  |

| Rok  | Wynik    | Miejsce   | Data       |
| ---- | -------- | --------- | ---------- |
| 1999 | 46:14.36 | Bydgoszcz | 18 lipca   |
| 2000 | 43:53.00 | Tullamore | 22 lipca   |
| 2005 | 41:24.33 | Dublin    | 23 lipca   |
| 2007 | 39:51.85 | Dublin    | 22 lipca   |
| 2009 | 40:02.09 | Dublin    | 2 sierpnia |

| Rok  | Wynik   | Miejsce              | Data        |
| ---- | ------- | -------------------- | ----------- |
| 2001 | 1:28:22 | Douglas              | 17 lutego   |
| 2002 | 1:28.55 | Eisenhüttenstadt     | 2 czerwca   |
| 2003 | 1:25:20 | Czeboksary           | 18 maja     |
| 2004 | 1:29:12 | Naumburg             | 2 maja      |
| 2006 | 1:24:16 | Bydgoszcz            | 22 lipca    |
| 2007 | 1:25:14 | Royal Leamington Spa | 20 maja     |
| 2008 | 1:24:22 | Leamington           | 15 czerwca  |
| 2009 | 1:24.12 | Dublin               | 28 czerwca  |
| 2010 | 1:23:53 | Rio Maior            | 10 kwietnia |
| 2011 | 1:25:42 | Podiebrady           | 9 kwietnia  |
| 2012 | 1:24:45 | Naumburg             | 22 kwietnia |

| Rok  | Wynik   | Miejsce | Data       |
| ---- | ------- | ------- | ---------- |
| 2005 | 2:23:46 | Dublin  | 17 grudnia |
| 2006 | 2:17:32 | Dublin  | 16 grudnia |

| Rok  | Wynik   | Miejsce    | Data     |
| ---- | ------- | ---------- | -------- |
| 2007 | 3:51:32 | Dudince    | 24 marca |
| 2008 | 3:58:26 | Czeboksary | 11 maja  |
| 2009 | 3:53:54 | Dudince    | 28 marca |
| 2010 | 3:57:58 | Barcelona  | 30 lipca |
| 2012 | 3:52:55 | Sarańsk    | 13 maja  |

| Rok  | Wynik    | Miejsce | Data       |
| ---- | -------- | ------- | ---------- |
| 2002 | 11:46.03 | Cardiff | 2 lutego   |
| 2005 | 11:45.69 | Nenagh  | 16 czerwca |

| Rok  | Wynik    | Miejsce | Data      |
| ---- | -------- | ------- | --------- |
| 2002 | 19:44.11 | Nenagh  | 17 lutego |
| 2003 | 19:51.15 | Belfast | 15 lutego |
| 2007 | 19:36.42 | Belfast | 17 lutego |
| 2010 | 19:47.34 | Belfast | 6 lutego  |